# Северо-Западная пограничная провинция (Британская Индия)
Се́веро-за́падная пограни́чная прови́нция (урду شمال مغربی سرحدی صوبہ‎, англ. North-West Frontier Province) — бывшая провинция Британской Индии, а затем Пакистана. Провинция занимала площадь 70 709 км², включая в себя большую часть нынешней провинции Хайбер-Пахтунхва (за исключением княжеств).

## История
Горная полоса, прилегающая к правому берегу реки Инд от Чиласа до Суккура и заключающаяся между этой рекой и афганской границей, была известна под названием «Северо-западной границы Индии». Там жили пуштуны, дарды, брагуи, белуджи.
Желание обезопасить Британскую Индию с северо-запада вынудило британцев обратить внимание на эту горную полосу, а стремление закрепить за собой горные проходы постепенно втянуло их в длительную и упорную войну с горцами-пуштунами, желающими отстоять свою самостоятельность.
Северо-Западная пограничная провинция была создана после раздела территории Пенджаба в 1901 году. После обретения независимости Пакистаном в 1947 году, она стала частью нового государства. История провинции продолжалась до 1955 года, когда она была объединена в новую провинцию — Западный Пакистан, в рамках политики объединения регионов премьер-министра Мухаммада Али Чоудхури.

## Демография
После обретения независимости в провинции проживало мусульманское большинство, с малочисленными народами исповедующими индуизм, которые затем уехали в Индию. Официальным языком провинции был урду, но большинство населения говорило на пушту и хиндко.

## Правительство
В провинции были две главные руководящие должности — губернатор и главный министр до 14 октября 1955 года.
| Срок                                   | Губернатор Северо-Западной пограничной провинции                |
| -------------------------------------- | --------------------------------------------------------------- |
| 14 августа 1947 г. — 8 апреля 1948 г.  | Джордж Каннингем                                                |
| 8 апреля 1948 г. — 16 июля 1949 г.     | Эмброус Дандас                                                  |
| 16 июля 1949 г. — 14 января 1950 г.    | Сахибзада Мохаммад Хуршид                                       |
| 14 января 1950 г. — 21 февраля 1950 г. | Мохаммад Ибрагим Хан (Врио)                                     |
| 21 февраля 1950 г. — 23 ноября 1951 г. | Ибрахим Исмаил Чундригар                                        |
| 24 ноября 1951 г. — 17 ноября 1954 г.  | Хваджа Шахабуддин                                               |
| 17 ноября 1954 г. — 14 октября 1955 г. | Курбан Али                                                      |
| 14 октября 1955 г.                     | Северо-Западная пограничная провинция прекратила существование. |

| Срок                                   | Главный министр Северо-Западной пограничной провинции           | Политическая партия             |
| -------------------------------------- | --------------------------------------------------------------- | ------------------------------- |
| 1 апреля 1937 г. — 7 сентября 1937 г.  | Сэр Сазибзада Абдул Хан                                         | Всеиндийский конгресс           |
| 7 сентября 1937 г. — 10 ноября 1939 г. | Доктор Хан Сахиб (1-й раз)                                      | Индийский национальный конгресс |
| 10 ноября 1939 г. — 25 мая 1943 г.     | Губернатор был и. о. главного министра                          |                                 |
| 25 мая 1943 г. — 16 марта 1945 г.      | Сардар Хан                                                      | Мусульманская лига              |
| 16 марта 1945 г. — 22 августа 1947 г.  | Доктор Хан Сахиб (2-й раз)                                      | Индийский национальный конгресс |
| 14 августа 1947 г.                     | Независимость Пакистана                                         |                                 |
| 23 августа 1947 г. — 23 апреля 1953 г. | Хан Абдул Хан                                                   |                                 |
| 23 апреля 1953 г. — 18 июля 1955 г.    | Сардар Рашид Хан                                                |                                 |
| 19 июля 1955 г. — 14 октября 1955 г.   | Сардар Бахадур Хан                                              |                                 |
| 14 октября 1955 г.                     | Северо-Западная пограничная провинция прекратила существование. |                                 |